# Jean-Pierre Raffarin

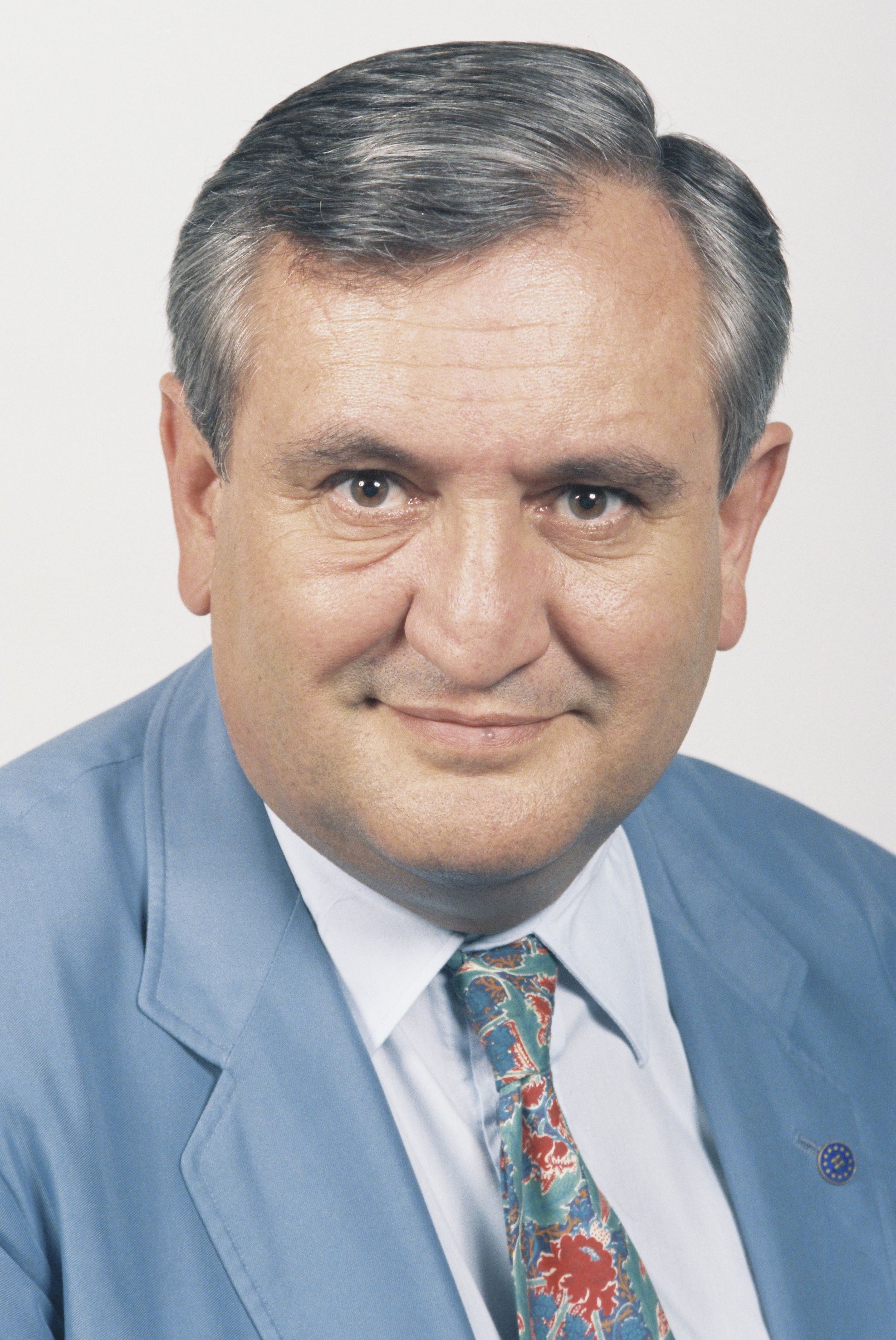
Jean-Pierre Raffarin in 1994

Jean-Pierre Raffarin (Poitiers, 3 augustus 1948) was van 6 mei 2002 tot 31 mei 2005 premier van Frankrijk.
Raffarin regeerde in een periode dat elke Franse premier na verloop van tijd afbrandde op zijn beleid of het gebrek aan beleid. De Fransen wilden hervormingen, maar nooit de voorgestelde hervormingen. Tegen wil en dank hadden ze president Jacques Chirac herkozen, en Raffarin werd sceptisch ontvangen.
Toen kwam de lange hittegolf in de zomer van 2003. Door de slechte bejaardenzorg en de onverschilligheid van kinderen en kleinkinderen, stierven enkele duizenden bejaarden ten gevolge van de warmte. Raffarin kwam niet eens terug van vakantie. Toen hij kort daarna met maatregelen kwam om de pensioenen in de toekomst betaalbaar te houden, had hij niet het krediet om ze aangenomen te krijgen.
Na het afkeuren van de Europese Grondwet door het Franse volk in een referendum, werd de onpopulaire Raffarin door president Chirac vervangen door Dominique de Villepin.
Van 2005 tot 2017 was hij senator. Van 2011 tot 2014 was hij ondervoorzitter van de Franse Senaat. Van 2014 tot 2017 was hij in de Senaat voorzitter van de commissie voor Buitenlandse Zaken.
- Bibliothèque nationale de France: cb120581716 (data)
- Gemeinsame Normdatei: 124413528
- International Standard Name Identifier: 0000 0001 2118 568X
- Library of Congress Control Number: n89627548
- Système universitaire de documentation: 028825675
- Virtual International Authority File: 4951201
- WorldCat: E39PBJyrVfwQrqWwkbg8BHvWDq